# KPMG Austria
KPMG Austria (offiziell KPMG Austria GmbH Wirtschaftsprüfungs- und Steuerberatungsgesellschaft) ist ein internationales Unternehmen in den Bereichen Wirtschaftsprüfung, Steuerberatung, Rechtsberatung und Unternehmens- bzw. Managementberatung mit Sitz in Wien und Linz. Die Gesellschaft ist Mitglied des KPMG Netzwerks unabhängiger Mitgliedsfirmen, die KPMG International Limited, einer private English company limited by guarantee, angeschlossen sind. KPMG Austria beschäftigt rund 2.050 Mitarbeiter an zehn Standorten (unter anderem Dornbirn, Graz, Innsbruck, Klagenfurt, Linz, Mödling, Salzburg und Wien) und ist damit Österreichs größte Prüfungs- und Beratungsgesellschaft.

## Unternehmensgeschichte
KPMG Austria geht zurück auf das 1946 gegründete Unternehmen Alpen-Treuhand, das bereits seit 1965 mit Peat Marwick und seit 1982 mit der damaligen KMG zusammengearbeitet hatte. 1987 kam es zur Fusion der Unternehmen. Im Jahr 2006 wurden die Bereiche Prüfung und Beratung auf zwei rechtlich eigenständige Gesellschaften verteilt. Im Jahr 2021 feierte das Unternehmen sein 75-jähriges Bestehen.

## Dienstleistungen
KPMG ist in den Bereichen Wirtschaftsprüfung, Steuerberatung, Unternehmensberatung und seit 2019 unter der Marke KPMG Law auch in der Rechtsberatung tätig. Seit der Übernahme des Beratungsunternehmens Heitger Consulting 2017 bietet KPMG auch systemische Beratung an. 2020 hat KPMG das IT-Unternehmen SIAB integriert und dadurch seine IT-Beratung ausgebaut. Mit 2022 wurde die Minarik Wirtschaftstreuhand Steuerberatung GmbH Teil der KPMG Gruppe.
Darüber hinaus bietet KPMG auch umfassende ESG-Beratung an und informiert regelmäßig in Form von Beiträgen und dem ESG Morning Talk über aktuelle Entwicklungen im Bereich Nachhaltigkeit.

## Publikationen
KPMG Austria veröffentlicht regelmäßig Studien und Fachzeitschriften aus den Bereichen Wirtschaftsprüfung und Beratung. Dazu zählen u. a.:
- Board News (Fachzeitschrift für Aufsichtsräte)
- Dimensionen Öffentlicher Sektor
- Dimensionen Insurance
- Dimensionen mit Schwerpunkten u. a. IT Advisory, ESG/Nachhaltigkeit
- Nachhaltigkeitsbericht[11]
- Cyber Security
- Customer Experience Excellence Report